# Marlene Neubauer-Woerner

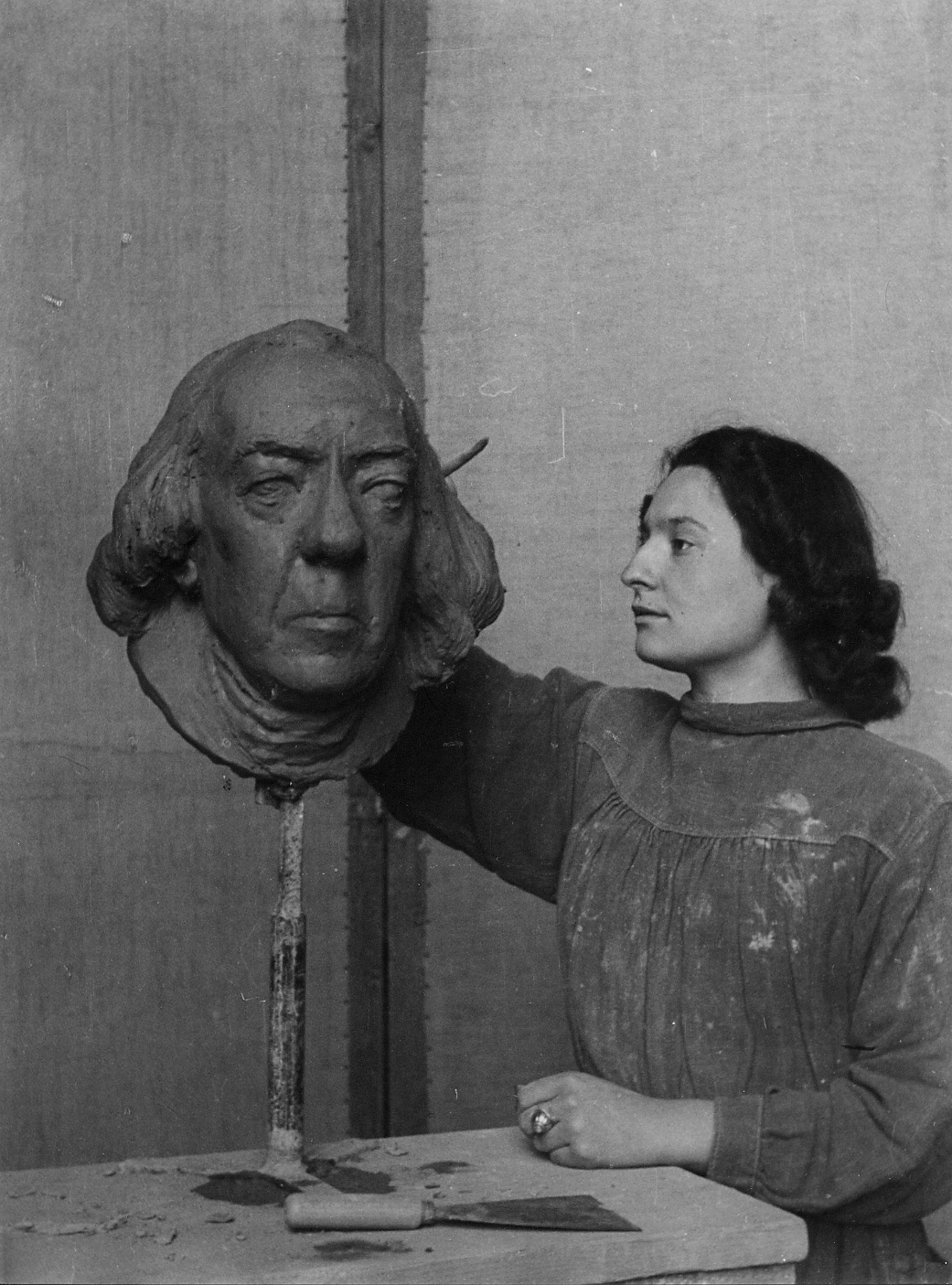
Marlene Neubauer-Woerner

Marlene Neubauer-Woerner, nascida Marlene Woerner (Landshut, 25 de agosto de 1918 - Munique, 1 de janeiro de 2010) foi uma escultora alemã.
Entre 1949 e 1989, expôs suas esculturas no Haus der Kunst, um museu de arte em Munique.